# Muftí

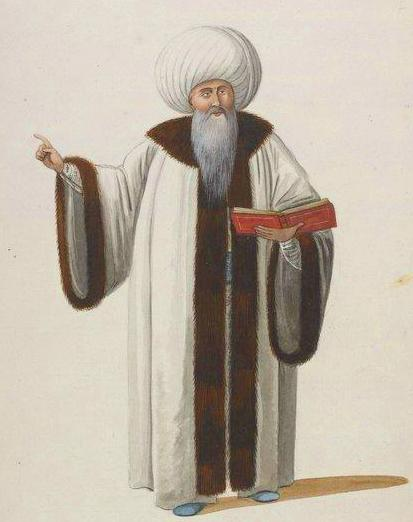
Un muftí de l'imperi otomà al segle XVIII

Un muftí (de l'àrab المفتي, al-muftī, etimològicament ‘el qui emet una fàtua’, participi actiu del verb أفتى, aftà, ‘emetre una fàtua’) és un jurisconsult musulmà (alfaquí) que per la seva coneixença de la xaria (llei islàmica) és autoritzat a donar una resposta jurídica sobre un element de definició (fàtua), ja sigui a la demanda d'un jutge o d'un particular. Des d'aquest punt de vista representa, doncs, una autoritat religiosa important.
En alguns països on el sistema polític es basa oficialment en l'islam (com a l'Iran o a l'Aràbia Saudita) o on la legislació té com una de les seves fonts a la xaria (com a Egipte), els muftís, i especialment la figura coneguda com a Gran Muftí, assessoren als òrgans judicials i legislatius. No obstant això, i atesa la descentralització característica de d'aquesta religió, en rigor les fàtues dictades pels diferents muftís no són de compliment obligatori per a cap musulmà excepte per al mateix muftí i per als qui voluntàriament se situen sota la seva ègida.